# Hipolipoproteinemia
Hipolipoproteinemia ou hipolipidemia é uma forma de dislipidemia que é definida por níveis anormalmente baixos de qualquer um ou todos os lipídios e/ou lipoproteínas no sangue. Ela ocorre por meio de doenças genéticas (como a hipoalfalipoproteinemia e hipobetalipoproteinemia), desnutrição, má absorção, doença debilitante, câncer, hipertireoidismo e doença hepática .

## Causas
Algumas causas de hipolipidemia incluem:
- Hipobetalipoproteinemia (baixos níveis de colesterol LDL ou apolipoproteína B)
- Desnutrição
- Má absorção
- Destruição de doenças
- Certos tipos de câncer
- Hipertireoidismo (tireoide hiperativa)
- Doença hepática

## Diagnóstico
Pode ser diagnosticado através de exame de sangue que identifica partículas de gordura. O paciente deve jejuar durante a noite para evitar a interferência da gordura no sangue devido à ingestão de alimentos. Os critérios para isso (sem o envolvimento de medicamentos para baixar o colesterol) são níveis de colesterol total abaixo de 120 níveis de colesterol mg/dL e LDL abaixo de 50 mg/dL. 

### Doença grave
No cenário de doença crítica, os níveis baixos de colesterol são preditivos de deterioração clínica e estão correlacionados com níveis alterados de citocinas . 
Em humanos com variantes genéticas de perda de função em uma cópia do gene ANGPTL3, os níveis séricos de LDL-C são reduzidos. Naqueles com variantes de perda de função em ambas as cópias de ANGPTL3, LDL-C baixo, HDL-C baixo e triglicerídeos baixos são vistos (" hipolipidemia combinada familiar "). 
A doença de Hooft é uma condição rara evidenciada por baixo nível de lipídios no sangue, erupção cutânea vermelha e retardo mental e físico.

## Tratamento
Suplementos de vitamina E demonstraram ser eficazes em crianças com deficiência.